# Jacobus Johannes Ruygrok
Jacobus Johannes Ruygrok, meest bekend als Jac. J. Ruygrok, (Haarlem, 20 april 1862 – Arnhem, 29 november 1935) was een Nederlands organist, (koor-)dirigent en componist.
Hij was zoon van zuivelhandelaar Bernardus Ruijgrok en Maria Margaretha van den Berk. Hijzelf huwde in 1891 in Purmerend Catharina Johanna Francisca Brantjes. Hij werd begraven op Moscowa.
Zijn muziekopleiding vond plaats in zijn geboortestad met stadskapelmeester Michael Hubert Muller (viool), Johan Steenman (zang) en Nicolaas Hendrik Andriessen (orgel en piano). Al in 1879 vestigde hij zich in Culemborg (waar ook Andriessen zat) en werd er leraar kerkzang aan het klein seminarie aldaar, als ook dirigent van zangvereniging "Sancta Caecilia". Hij trad daar ook op als solist in werken van Pierre Rode en Henryk Wieniawski. Hij studeerde verder en haalde in 1883 het examen van de Nederlandsche Toonkunstenaars Vereeniging (1883). Het volgende jaar was hij te vinden in Purmerend, maar was regelmatig in Amsterdam te vinden om les te krijgen van Bernard Zweers (contrapunt, compositieleer), Henri Tibbe (piano) en Cateau Esser (zang). Hij trad ook in Amsterdam op, voornamelijk als begeleider van het "Amstels Mannenkoor".
In 1889 werd hij benoemd to organist van de Sint-Walburgiskerk in Arnhem en begon er de Sint-Vincentiusconcerten (ook wel armenconcerten genoemd), hetgeen in 1891 uitmondde in een uitvoering van Die Schöpfung van Joseph Haydn. Hij en George Wagner organiseerden in die stad ook avondconcerten met kamermuziek. Dat alles combineerde hij met het leraarschap aan de Arnhemse Muziekschool, het dirigentschap van het "Arnhemsch Mannenkoor" en het arbeiderskoor "St Caecilia". In 1908 zat hij vijfentwintig jaar in het vak.
In 1930 nam hij afscheid van het Sint-Vincentiuskoor dat vrijwel direct werd opgeheven. Ruijgrok van voorts lid van de Nederlandse Organisten Vereniging en bestuurslid van de RK Organisten en Directeuren Vereeniging.
Hij schreef een behoorlijk aantal werken, die allemaal vergeten zijn. Al tijdens zijn leven had men twijfels over de kunstwaarde van zijn werken. Hij schreef op het gebied van liederen voor enkele zangstemmen en ook voor mannenkoor, werken voor orgel en piano en de Missa tertia cum jubilo.
Hij was ridder in de Orde van Oranje-Nassau en drager van het erekruis van Pro Ecclesia et Pontifice.